# Bình Trung (Quảng Nam)
Bình Trung is een xã in het district Thăng Bình, een van de districten in de Vietnamese provincie Quảng Nam. Bình Trung heeft ruim 11.800 inwoners op een oppervlakte van 19,15 km².

## Geografie en topografie
Bình Trung ligt in het zuidoosten van Thăng Bình. De aangrenzende xã's zijn Bình Chánh, Bình Tú, Bình Sa, Bình Nam, Bình An en Bình Quế.

## Verkeer en vervoer
Een van de belangrijkste verkeersaders is de quốc lộ 1A. Deze weg verbindt Lạng Sơn met Cà Mau. Deze weg is gebouwd in 1930 door de Franse kolonisator. De weg volgt voor een groot gedeelte de route van de AH1. Deze Aziatische weg is de langste Aziatische weg en gaat van Tokio in Japan via verschillende landen, waaronder de Volksrepubliek China en Vietnam, naar Turkije. De weg eindigt bij de grens met Bulgarije en gaat vervolgens verder als de Europese weg 80.
Ook de Spoorlijn Hanoi - Ho Chi Minhstad gaat door Bình Trung. Bình Trung heeft geen spoorwegstation aan deze spoorlijn.